# Vecumnieku novads
Vecumnieku novads was van 2009 tot medio 2021 een gemeente in Semgallen in het zuiden van Letland.
De gemeente ontstond in 2009 bij een herindeling uit de landelijke gemeenten Bārbele, Kurmene, Skaistkalni, Stelpe, Valle en Vecumnieki.
Op 1 juli 2021 ging Vecumnieku novads, samen met de gemeenten Iecavas novads en Rundāles novads en de bestaande gemeente Bauskas novads, op in de nieuwe gemeente Bauskas novads.
Steden van de Republiek (republikas pilsētas):

Daugavpils · Jēkabpils · Jelgava · Jūrmala · Liepāja · Rēzekne · Riga · Valmiera · Ventspils

Gemeenten (novadi):

Aglona · Aizkraukle · Aizpute · Aknīste · Aloja · Alsunga · Alūksne · Amata · Ape · Auce · Ādaži · Babīte · Baldone · Baltinava · Balvi · Bauska · Beverīna · Brocēni · Burtnieki · Carnikava · Cēsis · Cesvaine · Cibla · Dagda · Daugavpils · Dobele · Dundaga · Durbe · Engure · Ērgļi · Garkalne · Grobiņa · Gulbene · Iecava · Ikšķile · Inčukalns · Ilūkste · Jaunjelgava · Jaunpiebalga · Jaunpils · Jēkabpils · Jelgava · Kandava · Kārsava · Kocēni · Koknese · Krāslava · Krimulda · Krustpils · Kuldīga · Ķegums · Ķekava · Lielvārde · Līgatne · Limbaži · Līvāni · Lubāna · Ludza · Madona · Mālpils · Mārupe · Mazsalaca · Mērsrags · Naukšēnu · Nereta · Nīca · Ogre · Olaine · Ozolnieki · Pārgauja · Pāvilosta · Pļaviņas · Preiļi · Priekule · Priekuļi · Rauna · Rēzekne · Riebiņi · Roja · Ropaži · Rucava · Rugāji · Rundāle · Rūjiena · Salacgrīva · Sala · Salaspils · Saldus · Saulkrasti · Sēja · Sigulda · Skrīveri · Skrunda · Smiltene · Stopiņi · Strenči · Talsi · Tērvete · Tukums · Vaiņode · Valka · Varakļāni · Vārkava · Vecpiebalga · Vecumnieki · Ventspils · Viesīte · Viļaka · Viļāni · Zilupe

- MusicBrainz: 2a7521fa-034d-47c5-aabb-a9b59fa6699e
- Virtual International Authority File: 1530154260551724480005